# Upravljanje projektima
Upravljanje projektima obuhvaća sve organizacijske sposobnosti i tehnike, koje su usmjerene ka ostvarivanju nekog projekta.

## Uvod
Strukture i sredstva upravljanja projektima iznimno su različite. Njihov izbor ovisi o području, vrsti, veličini i kompleksnosti projekta. Projekt može obuhvaćati jednu ili nekoliko tisuća osoba. Iz toga proizlazi da struktura upravljanja projektima može odgovarati jednostavnoj listi zadataka, ali i kompleksnoj organizaciji poduzeća čija je svrha izvođenje projekta uz podršku projektnog programa.
Kad upravljanje projektima obuhvaća više projekata koji se istovremeno izvode i koordiniraju govorimo o multiprojektmanagementu. Multiprojektmanagement čest je kod velikih građevinskih tvrtki kao i kod kapitalnih projekata izgradnje te pretpostavlja poseban izazov za članove projektnog tima jer se kritični resursi moraju koordinirati i raspoređivati na više projekata.
Programmenagement razlikuje se od multiprojektmanagementa. Pod programom se u ovom slučaju podrazumijeva skup pripadajućih projekata (npr. projekt s nekoliko podprojekata). Programmanagement je za razliku od multiprojektmanagementa vremenski ograničen (slično kao i projekt). Multiprojektmanagement može biti neograničeno korišten kao vid poduzetnog upravljanja resursima.
U međuvremenu je veći broj izraza i iskustava upravljanja projektima standardiziran i etabliran. Osnove projektiranja organizacije predaju se u okviru većine studijskih programa u područjima građevine, ekonomije i informatike. Postoje 2 svjetska udruženja koja su se upisala u anale projektiranja organizacije: američki Project Management Institute (PMI) i europska IPMA International Project Management Association.
Njihove nacionalne podružnice omogućuju certifikaciju na različitim nivoima. U Njemačkoj je to Deutsche Gesellschaft für Projektmanagement, a u Austriji P.M.A. Projekt Management Austria.
Uz čisto tehničke mogućnosti za ishod nekog projekta su izrazito važne i socijalizacijske sposobnosti projektnog menadžera. Upravljanje projektima uvijek predstavlja i krizno ili šansovno upravljanje: U svakom projektu nastupaju neplanirane situacije. Dobar projektni menadžer ističe se time što takve situacije obuzdava s najmanjim mogućim gubitkom (kriza) ili koristi otvorene mogućnosti (šansa). Projektni menadžer treba na socijalnoj razini zadovoljavati iskustvom u područjima konfliktnog menagementa, timskog vodstva i motivacije.

## Nova područja upravljanja projektima
Upravljanje projektima obuhvaća sljedeća područja znanja i sposobnosti (PMI):
- Integracija organizacije - Predstavlja koordinaciju različitih elemenata nekog projekta. Olakšana je standarizacijom metoda projektne organizacije.

- Organizacija područja i sadržaja - Brine se za postizanje postavljenih ciljeva projekta. Ne brine se samo za orijentaciju na rezultate u skladu s prethodno postavljenim ciljevima, već ima posebnu zadaću uvođenja potrebnih odmaka od tih ciljeva koji su se iskristalizirali u tijeku projekta kao i provođenje pretpostavljenih novih planova.

- Organizacija vremena - Osvrće se na vremenski aspekt svih uključenih grupa ciljeva, pri tom projektni plan služi kao sredstvo komunikacije.

- Upravljanje kvalitetom - Specifično za upravljanje projektima obuhvaća standardizaciju procesa, dokumentiranje radova i rezultata kao i pripadajuće upravne mjere.

- Upravljanje resursima - Podrazumijeva efektivni raspored resursa prema osobinama raspoloživih kapaciteta na projektne zadatke, ali i razvoj tima.

- Organizacija komunikacije - Oduzima 50% rada na projektu i zaokružuje sve uključene i pogođene jednim projektom u jednu grupu; osvrće se i na management u kriznim situacijama.

- Upravljanje rizikom - Specifično za upravljanje projektima sadrži analizu rizika, preventivne mjere i mjere u slučaju krize. Izrazito je bitno kod kompleksnih projekata.

- Eksterna organizacija - Odnosi se na: integraciju i zajednički rad partnera i dobavljača.

## Faktori uspjeha
Upravljanje projektima je daleko od doslovne primjene tehnika planiranja. Neizostavno je veliko značenje "mekih" faktora. Komunikacija, upravljanje promjenama i zadani projektni tim imaju neizostavni utjecaj na ishod projekata.